# موزه ماشین‌های اداری سفیر
موزه ماشین‌های اداری سفیر یکی از معدود موزه‌های خصوصی شهر تهران است.
این موزه در سال ۱۳۸۷ خورشیدی (۲۰۰۸ میلادی) به کوشش و ابتکار صاحب مجموعه فرشاد کمال خانی افتتاح شد.

## گنجینه
در گنجینه دائمی موزه بیش از ۸۰ اثر ارزشمند و یگانه از ماشین‌های اولیه دنیا مانند ماشین تحریرهای ابتدایی،
پرفراژ چک، ماشین حساب، مدادتراش، دستگاههای پلی کپی و دستگاه تلگراف نگهداری می‌شود. بازدید از موزه آزاد است.

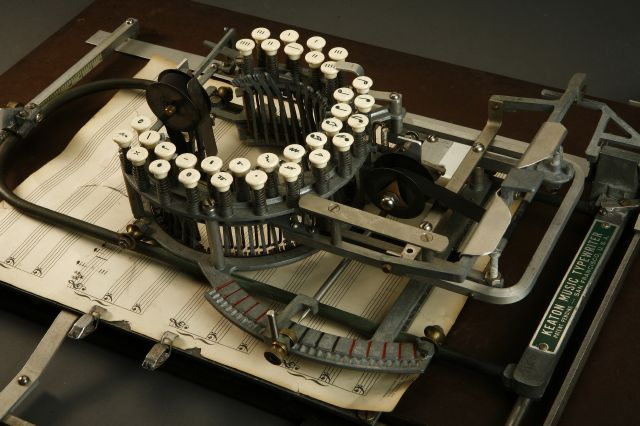
ماشین تحریر نوت موسیقی Keaton Music، آمریکا 1953
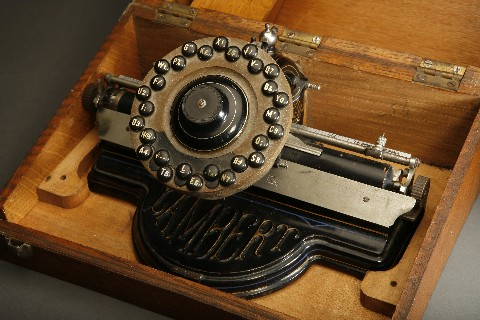
ماشین تحریر کیبوردی Lambert، آمریکا 1900
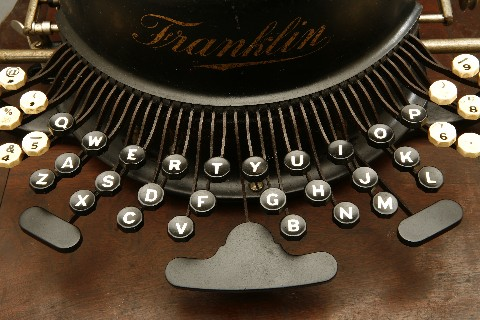
ماشین تحریر کیبوردی Franklin 7، آمریکا 1897
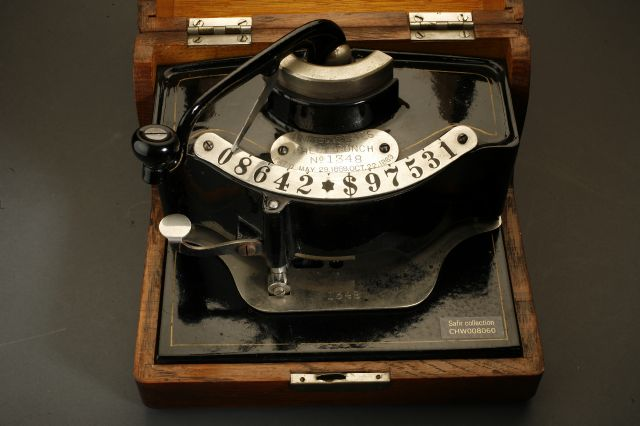
پرفراژ چک  United States Check Punch، آمریکا 1888
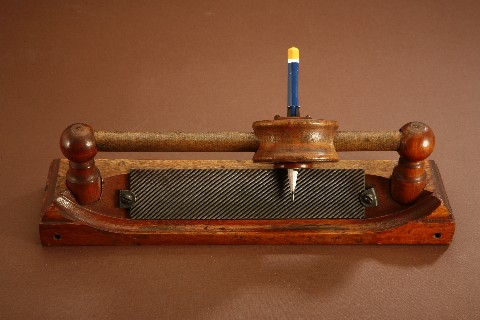
مداد تراش Perfect Pencil Pointer، آمریکا 1890
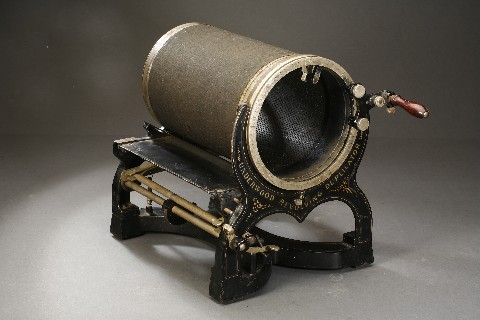
دستگاه پلی کپی Underwood، آمریکا 1908
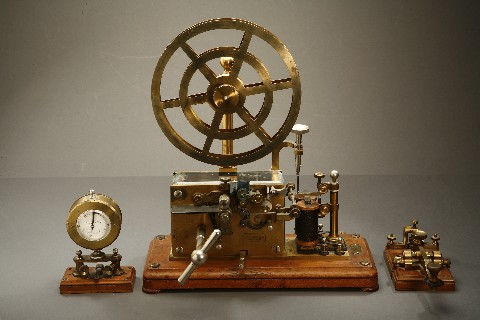
دستگاه تلگراف L.M.ERICSSON، سوئد 1908
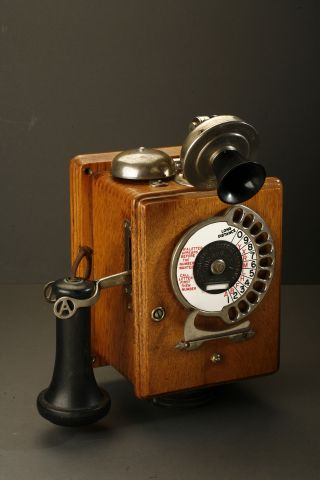
دستگاه تلفن AUTOMATIC ELECTRIC، آمریکا اوایل قرن بیستم
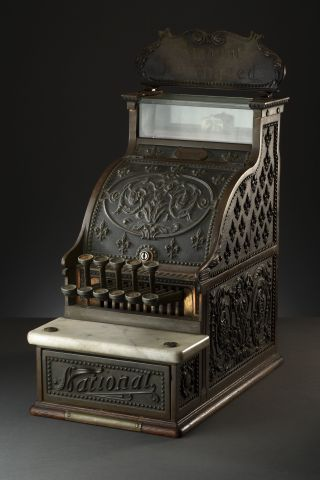
صندوق پول National Cash Register، آمریکا 1911
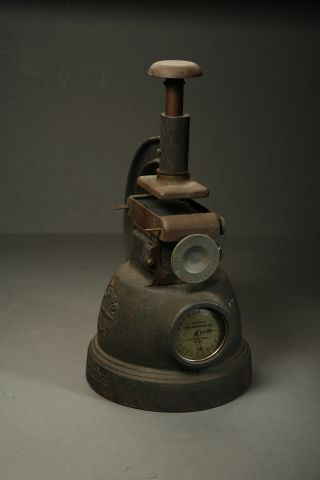
دستگاه ساعت زنی 'Simplex Time Recorder'، آمریکا 1928
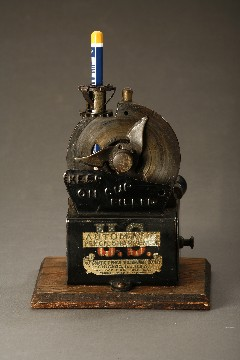
مداد تراش U.S. Automatic Pencil Sharpener، آمریکا1906

## آدرس
این موزه در تهران، خیابان کریم خان زند، ایرانشهر شمالی، نبش کلانتری، پلاک ۲۳۲ واقع شده‌است.